# Bejoy Nicephorus D’Cruze
Bejoy Nicephorus D’Cruze OMI (* 9. Februar 1956 in Tuital, Dhaka) ist ein bangladeschischer Ordensgeistlicher und römisch-katholischer Erzbischof von Dhaka.

## Leben
Nach Abschluss seines Philosophie- und Theologiestudiums am Großen Seminar in Dhaka legte Bischof D’Cruze bei den Oblaten von der Makellosen Jungfrau am 1. November 1986 die ewigen Gelübde ab.
Am 20. Februar 1987 empfing er das Sakrament der Priesterweihe. Anschließend war er von 1987 bis 1990 Pfarrvikar in Lokhipur und Mugaipar im Erzbistum Dhaka. Nach weiteren Studien an der Päpstlichen Universität Gregoriana erwarb er 1992 das Lizenziat in Theologie. Als Rektor des Juniorats in Dhaka in den Jahren 1999 und 2000 und seit 2001 als Oberer des Scholastikats war er in Dhaka in der Nachwuchsarbeit des Ordens tätig. Er war Oberer der OMI-Delegation in Bangladesch und Mitglied des Komitees Caritas Bangladesh.
Am 19. Februar 2005 ernannte ihn Papst Johannes Paul II. zum Bischof von Khulna. Die Bischofsweihe, die bereits in das Pontifikat Benedikts XVI. fiel, spendete ihm sein Vorgänger, Michael D’Rozario CSC, am 6. Mai desselben Jahres. Mitkonsekratoren waren der Erzbischof von Dhaka, Michael Rozario, und der Apostolische Nuntius in Bangladesh, Paul Tschang In-Nam.
Papst Benedikt XVI. ernannte ihn am 8. Juli 2011 zum Bischof von Sylhet. Die Amtseinführung fand am 30. September desselben Jahres statt. Am 30. September 2020 ernannte ihn Papst Franziskus zum Erzbischof von Dhaka. Die Amtseinführung erfolgte am 27. November desselben Jahres.
Seit 2021 ist er Vorsitzender der Bischofskonferenz von Bangladesch.